# 朝日氏
朝日氏（あさひし）は、日本の氏族の一つ。
1. 武藤氏（少弐氏）庶流の朝日氏。
少弐盛経の子の資法を祖とし、鎌倉時代末期から戦国時代初期にかけて、肥前朝日山（旭山）を周辺の地に割拠し、少弐氏の勢力を支えたが、室町時代以降、大内氏との抗争に少弐氏が敗れ衰退すると、ともに没落の道を歩み、享禄年間に最後の当主頼貫が死去し（大内義興との戦いで戦死したとも、大内氏に服属したものの田手畷の戦いで討たれたとも）、断絶した。朝日氏の旧領は大内氏の代官が支配した。
2. 大和源氏宇野氏の支流。大野氏とも呼ばれる。宇野頼清を祖とする。
3. 近江国浅井郡朝日郷を本領とした一族。斎藤氏、斎藤朝日氏とも称す。14世紀後半から16世紀後半にかけて、室町幕府の奉公衆として活動が見られる。
4. 朝日将軍・木曾義仲の後裔で遠江出身の袴田氏[1]が後に改姓し、朝日重政が菅沼定利から徳川家康・結城秀康・松平忠直・松平直政へ歴仕して出雲松江藩家老連綿となった家系。
5. 戦国期に武田信玄に仕えていたという尾張藩士朝日文左衛門家[2]。